# Layla Rigazzi
Layla Rigazzi (Mortara, 27 marzo 1942) è un'ex modella italiana, vincitrice del concorso di bellezza Miss Italia 1960.

## Biografia
È stata incoronata Miss Italia nel 1960 a Salsomaggiore Terme. Rappresentò l'Italia al concorso Miss Mondo 1960.
Nel 1966 partecipò al programma televisivo Settevoci in qualità di valletta.
Abbandonò presto il mondo della moda e dello spettacolo. Sua sorella Alba vinse il titolo di Miss Italia cinque anni dopo, caso curioso ed unico nella storia del concorso.